# 北疆乡
北疆乡，是中华人民共和国黑龙江省大兴安岭地区呼玛县下辖的一个乡镇级行政单位。

## 行政区划
北疆乡下辖以下地区：
长山村、象山村、铁帽山村、临江村、北疆村和嘎鲁河村。